# تاريخ مرض الزهري

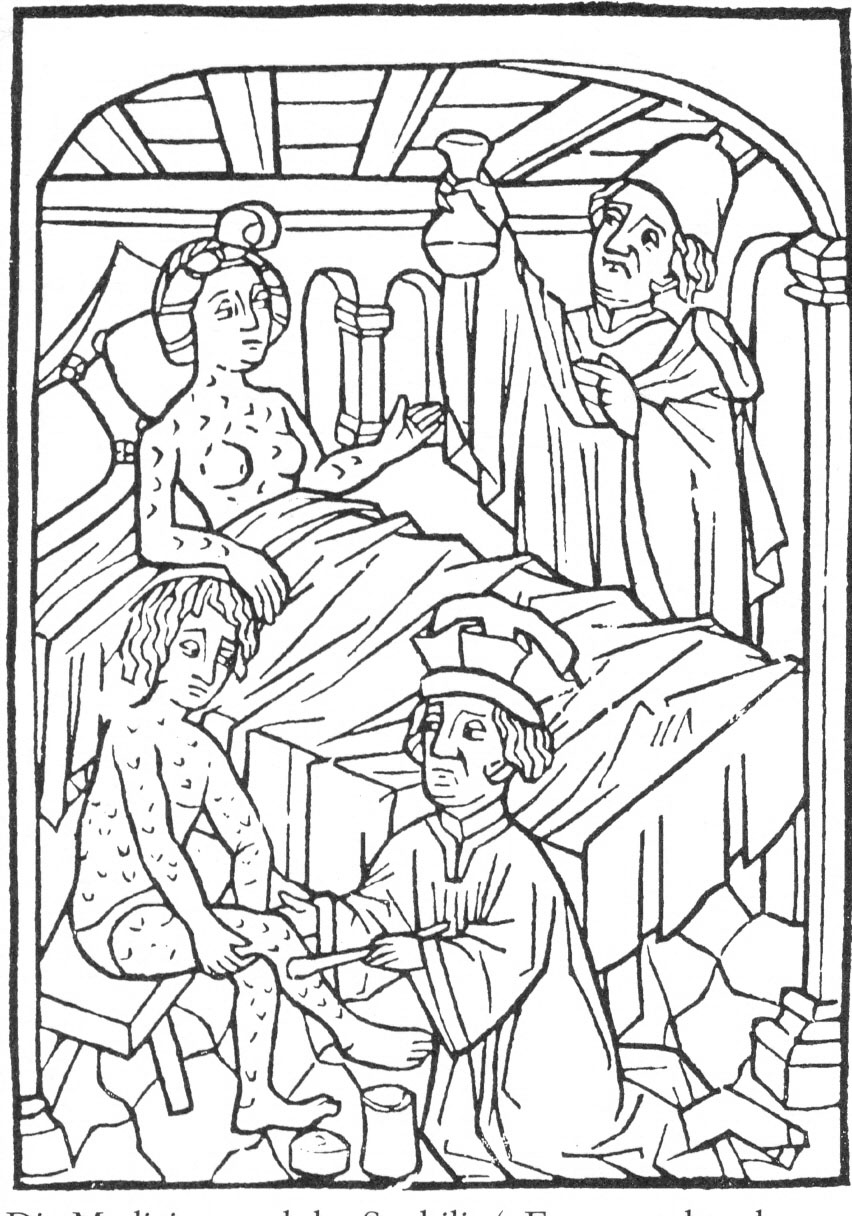

حدث أول اندلاع مسجل لمرض الزهري في أوروبا في عام 1494/1495 في نابولي بإيطاليا خلال الغزو الفرنسي. ولأنه انتشر عن طريق القوات الفرنسية العائدة، عُرف المرض باسم «المرض الفرنسي»، ولم يتم تطبيق مصطلح «الزهري» لأول مرة حتى عام 1530 من قبل الطبيب والشاعر الإيطالي جيرولامو فراكاستورو. تم التعرف على الكائن الحي المسبب، اللولبية الشاحبة ، لأول مرة من قبل فريتز شاودين وإريك هوفمان في عام 1905. تم تطوير أول علاج فعال، سالفارسان، في عام 1910 بواسطة Sahachirō Hata في مختبر Paul Ehrlich . تبع ذلك إدخال البنسلين في عام 1943.
يُعتقد أن العديد من الشخصيات المعروفة، بما في ذلك سكوت جوبلين وفرانز شوبرت وفريدريك نيتشه وآل كابوني وإدوارد مانيه، أصيبوا بمرض الزهري.

## الأصل
تمت دراسة تاريخ مرض الزهري جيدًا، لكن الأصل الدقيق للمرض لا يزال غير معروف. هناك فرضيتان أساسيتان: تقترح الأولى أن مرض الزهري قد تم نقله إلى أوروبا من الأمريكتين بواسطة طاقم (طاقم) كريستوفر كولومبوس كنتيجة ثانوية للتبادل الكولومبي، بينما تقترح الأخرى أن مرض الزهري كان موجودًا سابقًا في أوروبا ولكن لم يتم التعرف عليه. ويشار إلى هذه الفرضيات بفرضيات «كولومبيان» و «ما قبل كولومبوس».
مرض الزهري هو أول مرض «جديد» اكتشف بعد اختراع الطباعة. انتشرت أخبارها بسرعة وعلى نطاق واسع، وتوافر التوثيق. في ذلك الوقت، كانت «أخبار الصفحة الأولى» معروفة على نطاق واسع بين المتعلمين. ويعتبر أيضا المرض الأول الذي عرف على نطاق واسع على أنه مرض ينتقل عن طريق الاتصال الجنسي، وقد تم اعتباره مؤشراً على الحالة الأخلاقية (السلوك الجنسي) للشعوب التي تم العثور عليها. نوقش أصله الجغرافي وأهميته الأخلاقية كما لم يحدث مع أي مرض آخر. ألقت الدول الأوروبية باللوم على بعضها البعض. بعد ذلك بقليل، عندما تم إدراك أهمية نصف الكرة الغربي، تم استخدامها في كل من الخطاب المؤيد والمناهض للاستعمار.

### النظرية الكولومبية
تنص هذه النظرية الشائعة  على أن مرض الزهري كان أحد أمراض العالم الجديد التي أعادها كولومبوس ومارتن ألونسو بينزون و / أو غيرهم من أفراد طاقمهم كجزء غير مقصود من التبادل الكولومبي. حدثت رحلات كولومبوس الأولى إلى الأمريكتين قبل ثلاث سنوات من اندلاع مرض الزهري في نابولي عام 1495. أظهرت 538 من بقايا الهيكل العظمي بالضبط في جمهورية الدومينيكان دليلًا مميزًا لمرض اللولبيات في 6-14٪ من السكان المصابين، والتي افترض روتشيلد وزملاؤها أنها مرض الزهري. غالبًا ما يُفسر إله الأزتك ناناواتزين على أنه يعاني من مرض الزهري.
نشر الكتاب السنوي للأنثروبولوجيا الفيزيائية لعام 2011 تقييمًا أجراه هاربر وزملاؤه للدراسات السابقة وذكر أن «البيانات الهيكلية تدعم حالة أن مرض الزهري لم يكن موجودًا في أوروبا قبل إبحار كولومبوس». الأدلة العلمية على النحو الذي تحدده مراجعة منهجية لـ 54 حالة منشورة سابقًا وخاضعة لمراجعة الأقران تدعم النظرية القائلة بأن مرض الزهري كان غير معروف في أوروبا حتى عاد كولومبوس من الأمريكتين. وفقًا لهذا التقييم، «الأدلة الهيكلية التي يُزعم أنها أظهرت علامات مرض الزهري في أوروبا وأجزاء أخرى من العالم القديم قبل أن يقوم كريستوفر كولومبوس برحلته في عام 1492 لا تصمد عند إخضاعها لتحليلات موحدة للتشخيص والتاريخ، وفقًا لتقييم في الكتاب السنوي الحالي للأنثروبولوجيا الفيزيائية. هذه هي المرة الأولى التي يتم فيها تقييم جميع الحالات الـ 54 المنشورة سابقًا بشكل منهجي، مما يعزز حالة مرض الزهري جاء من العالم الجديد.»  في مقال ينتقد عرض نتائج بحثية جديدة في أفلام وثائقية في PBS وBBC حول مرض الزهري، قال الباحثون إنهم أظهروا «تجاهلًا صارخًا لعملية مراجعة الأقران في إثبات حالة مرض الزهري قبل الكولومبي في العالم القديم. [. . . ] كما هو الحال في جميع المجالات العلمية، من أجل حل الجدل حول أصل مرض الزهري وأثره في العالم القديم، هناك حاجة قوية للالتزام بالممارسات القياسية في النشر العلمي وزيادة نشر الأدلة ذات الصلة في المجلات التي يراجعها الأقران.» 